# Cátedra Rawlinson y Bosworth
La Cátedra Rawlinson y Bosworth de Anglosajón, hasta 1916 conocida como Cátedra Rawlinsoniana de Anglosajón, es una cátedra dedicada a la enseñanza de esa lengua antecesora del inglés, establecida por Richard Rawlinson en el Saint John's College (Universidad de Oxford) en 1795. El puesto está hoy asociado al Pembroke College. El título de «Bosworth» fue agregado para conmemorar a Joseph Bosworth.

## Catedráticos
- 1795–1800 Charles Mayo (1767–1858)
- 1800–1803 Thomas Hardcastle
- 1803–1808 James Ingram (1774–1850)
- 1808–1812 John Josias Conybeare (1779–1824)
- 1812–1816 Charles Dyson (1788–1860)
- 1817–1822 Thomas Silver (m. 1853)
- 1822–1827 Charles John Ridley
- 1827–1829 Arthur Johnson
- 1829–1834 Francis Pearson Walesby (1798–1858)
- 1834–1839 Robert Meadows White (1798–1865)
- 1839–1844 Henry Bristow Wilson (1803–1888)
- 1844–1849 William Edward Buckley (1817–1892)
- 1849–1854 John Earle (1824–1903)
- 1854–1858 vacante
- 1858–1876 Joseph Bosworth (1789–1876)
- 1876–1903 John Earle (1824–1903)
- 1903–1916 Arthur Sampson Napier (1853–1916)
- 1916–1925 Sir William Alexander Craigie (1867–1957)
- 1925–1945 J. R. R. Tolkien (1892–1973)
- 1946–1963 Charles Leslie Wrenn (1895–1969)
- 1963–1974 Alistair Campbell (1907–1974)
- 1974–1977 vacante
- 1977–1991 Eric Gerald Stanley (n. 1923)
- 1991–     Malcolm Reginald Godden (n. 1945)